# 2004年夏季奥运会中国乒乓球队
参加希腊雅典，2004年夏季奥运会的中国代表团乒乓球队一行共计19人，其中运动员9人、官员10人，领队蔡振华。组成如下：
- 教练员6人：陆元盛、刘国梁、施之皓、吴敬平、李隼、乔红（女）
- 翻译：刘北剑（女）
- 运动员9人：王楠（女）、张怡宁（女）、牛剑锋（女）、郭跃（女）、马琳、王励勤、孔令辉、王皓、陈玘
- 陪练：王建军、王熹

奥运会乒乓球设男女单打、双打四个单项，男女单打每项中国参赛选手分别为3人，男女双打分别有2组参赛。男子组和女子单打中国队直接进入第三轮预赛，女子双打则直接进入第四轮预赛。中国的乒乓球在世界各项乒乓球比赛中占据主导地位，近年里，随着中国“海外兵团”的崛起和东亚的发展，中国、香港、韩国、朝鲜构成世界四强；新加坡因同样出自中国的井俊泓、李佳薇先后冒尖，也在单项上跻身世界一流行列，这次奥运会中国面临很大的挑战。中国乒乓球队在中国的奖牌数中单项列第四位，总计获得6枚奖牌，其中金牌3枚、银牌1枚和铜牌2枚；金牌比2000年悉尼奥运会减少1枚。

## 男子单打
参加男单的中国选手有王励勤、王皓和马琳，中国选手直接进入第三轮预赛。马琳第四轮预赛以1:4负于瑞典的瓦尔德内尔；半决赛（第六轮）中国队在进入决赛的本国二位选手中进行，王皓以4:1胜王励勤进入冠亚军决赛，王励勤进入争夺第三名的决赛；王皓1:4负于韩国的柳承敏的亚军，王励勤以4:0胜瓦尔德内尔得第三名。
- 第三轮
  - 王励勤胜凯恩（荷兰），结果4:1（6-11、11-1、11-8、11-4和11-2）；
  - 王皓胜罗斯科夫（德国），结果4:1（11-5、12-10、11-5、11-13和11-6）；
  - 马琳胜普里莫拉茨（克罗地亚），结果4:1（11-5、11-3、11-3 、9-11和11-5）。

- 第四轮
  - 王励勤胜朱世赫（韩国），结果4:1（11-7、11-8、9-11、11-6和11-6）；
  - 王皓胜林聚（多米尼加），结果4:1（11-5、11-7、7-11、12-10和11-7）；
  - 马琳负于瑞典）的乒乓球老将瓦尔德内尔，结果1:4（11-9、12-10、7-11、11-5和11-9）。

- 第五轮（1/4决赛）
  - 王励勤胜高礼则（香港），结果4:1（11-9、13-11、6-11、11-8和11-4）；
  - 王皓胜庄志渊（中华台北），结果4:2（5-11、12-10、9-11、11-4、11-6和11-7）；

- 第六轮（半决赛）：王皓胜王励勤，结果4:1（11-8、11-5、6-11、11-9和11-3）决赛
- 铜牌争夺：王励勤胜瓦尔德内尔（瑞典），结果4:1（10-12、11-3、11-8、11-7和11-9）
- 冠军争夺：柳承敏（韩国）胜中国的王皓，结果4:1（11-3、9-11、11-9、11-9、11-13和11-9）

## 男子双打
参加男子双打的中国选手有二组即陈杞／马琳、 孔令辉／王皓，中国选手直接进入第三轮预赛。第三轮预赛中国队的孔令辉／王皓以1:4被瑞典的约尔根-佩尔森／瓦尔德内尔淘汰，决赛中中国的陈杞／马琳以4:2的比分胜香港队。
- 第三轮
  - 陈杞／马琳胜黑斯特尔／肯（荷兰），成绩为4:2（10-12 11-7 11-7 11-13 11-5 11-3）；
  - 瑞典的约尔根-佩尔森／瓦尔德内尔胜孔令辉／王皓，成绩为4:1（8-11 11-6 11-9 11-9 12-10）。
- 第四轮（1/4决赛）：陈杞／马琳胜波兰的布拉什奇克／克尔泽斯维奇，成绩为4:1（8-11 11-6 11-6 12-10 11-7）
- 第五轮（半决赛）：陈杞／马琳胜丹麦的梅兹／图格威尔，成绩为4:2（11-9 10-12 11-7 8-11 13-11 13-11）
- 决赛：陈杞／马琳胜香港的高礼泽／李静，成绩为4:2（11-6 11-9 7-11 11-8 8-11 11-5）

## 女子单打
参加女子单打的中国选手有张怡宁、王楠和牛剑锋三位。牛剑峰在第四轮被朝鲜的金香美以4:1淘汰，王楠在第五轮1/4决赛以1:4被新加坡的李佳薇淘汰，张怡宁最终以4:0胜朝鲜的金香美获得冠军。
- 第三轮
  - 张怡宁胜新西兰的李春丽，成绩为4:0（11-8 12-10 11-5 11-7）；
  - 牛剑锋胜德国的沃西克，成绩为4:2（12-14 12-14 11-5 10-12 11-6 11-2 11-6）；
  - 王楠胜朝鲜的金云美，成绩为4:2（11-6 13-15 8-11 11-2 11-5 11-9）。

- 第四轮
  - 张怡宁胜香港的柳絮飞，成绩为4:1（11-5 11-7 11-3 9-11 11-5）；
  - 王楠胜罗马尼亚的扎菲尔，成绩为4:1（9-11 11-8 11-2 11-9 11-4）；
  - 朝鲜的金香美胜牛剑峰，成绩为4:1（11-8 11-9 11-9 11-4），牛剑峰被淘汰。

1/4决赛（第五轮）
- - 张怡宁胜罗马尼亚的鲍罗斯，成绩为3:1（12-10、15-13、13-11和11-3）；
  - 新加坡的李佳薇胜王楠，成绩为4:1（11-7、11-7、11-13、11-9和11-8），王楠被淘汰。

- 冠军赛：张怡宁胜朝鲜的金香美，成绩为4:0（11-8、11-7、11-2和11-2）

## 女子双打
女子双打中国的王楠／张怡宁、郭跃／牛剑峰二组参赛，中国队直接进入第四轮比赛。半决赛中国队二组相遇，王楠／张怡宁获冠军，郭跃／牛剑峰获得第三名。
- 第四轮
  - 郭跃／牛剑锋胜黄怡华／陆云凤（中华台北），成绩4:0（11-9、11-4、11-6和11-2）；
  - 王楠／张怡宁胜意大利的斯蒂法诺娃／谭文玲，成绩4:0（11-6、11-3、12-10和14-12）。

- 第五轮
  - 郭跃／牛剑锋胜日本的福原爱／梅村礼，成绩5:1（11-3、12-10、9-11、12-14、11-4和11-8）；
  - 王楠／张怡宁胜香港的桑亚婵／帖亚娜，成绩为5:1（11-4 3-11 11-13 11-8 12-10 11-8）。

- 半决赛（第六轮）：王楠／张怡宁胜本队的郭跃／牛剑峰，成绩为4:2（11-7、13-11、9-11、13-11、6-11和13-11）

- 决赛
  - 冠军赛：王楠／张怡宁胜韩国的李恩实／石恩美，成绩4:0（11-9、11-7、11-6和11-6）；
  - 铜牌决赛：郭跃／牛剑峰胜韩国的金福来／金璟娥，成绩为4:2（11-7、5-11、11-4、11-9、7-11、9-11和11-9）。

| 参加2004年夏季奥林匹克运动会的中国代表团各主要参赛项目 |      |      |        |        |      |          |      |
| 跳水                                                   | 举重 | 射击 | 乒乓球 | 羽毛球 | 田径 | 跆拳道   | 柔道 |
| 游泳                                                   | 网球 | 体操 | 摔跤   | 皮划艇 | 排球 | 花样游泳 |      |